# 天羽英二
天羽 英二（あもう えいじ、1887年〈明治20年〉8月19日 - 1968年〈昭和43年〉7月31日）は、日本の外交官。
日独伊三国同盟締結時(1940年〈昭和15年〉9月25日）は駐イタリア特命全権大使。三国同盟に反対の立場の天羽は三国同盟締結直前（1940年〈昭和15年〉９月６日）に松岡外相によってイタリア特命全権大使の任を解かれ（いわゆる松岡旋風人事）、後任の駐イタリア特命全権大使として堀切善兵衛が選ばれた(1940年〈昭和15年〉９月30日に正式任命）。外務次官（近衞文麿内閣）や情報局総裁（東條英機内閣）を務め、戦後A級戦犯容疑で巣鴨拘置所に収監され公職追放となった（のちに解除）。1945年（昭和20年）12月にA級戦犯容疑で巣鴨拘置所に収監された天羽は遂に起訴されることなく３年後の1948年（昭和23年）12月に釈放された。

## 生涯
父天羽久米弥、母天羽ハマ（天羽松次の長女）との間に徳島県で生まれる。旧制徳島中学校（徳島県立城南高等学校の前身）、神戸高等商業学校（神戸大学の前身）を経て、東京高等商業学校（一橋大学の前身）専攻部領事科卒業。1912年（明治45年）、外交官及び領事官試験合格により外務省入省。約600人の受験生から6人合格し、同期に東郷茂徳など。第一次世界大戦後、ヴェルサイユ条約委員やワシントン会議全権随員を務める。
外務省情報部長を務めていた1934年（昭和9年）4月17日、日本は東亜地域の秩序維持に責任を持つ国家であり、列強による中国援助は日中の特殊関係を考慮すれば「主義として之に反対せざるを得ない」と述べた非公式談話「天羽声明」（「對中國國際援助問題に關する情報部長の非公式談話」）で有名。
この談話は1934年初頭以来広田弘毅外相が主導した日中の経済提携を推進する「和協外交」路線に呼応する形で述べられたもので、談話の力点は日中提携の強調にあった。しかし、満洲事変以来日本の大陸政策を警戒していた欧米からは、日本が「東亜モンロー主義」を宣言したと解釈され、強い反発と警戒を生むこととなった（この反応を受けて、戦後の歴史研究でも天羽声明は「東亜モンロー主義」の表明と位置づけられることが主流となった）。
第二次世界大戦が始まった1939年（昭和14年）から駐イタリア特命全権大使を務めた。天羽は三国同盟に反対の立場であった為、1940年(昭和15年)9月6日に帰国命令が出され、後任の駐イタリア特命全権大使として堀切善兵衛が1940年（昭和15年）9月30日に任命された（いわゆる松岡外相による松岡旋風人事）。近衞文麿内閣で外務次官、東條英機内閣で情報局総裁を務めた経歴から、連合国軍最高司令官総司令部は日本政府に対し天羽を逮捕するよう命令を出した（第三次逮捕者59名中の1人）。天羽はA級戦犯の容疑で巣鴨拘置所に勾留され、公職追放の処分を受ける。天羽は1945年（昭和20年）12月12日にA級戦犯容疑で巣鴨拘置所に収監され、起訴されることなく1948年（昭和23年）12月23日に釈放となった。釈放後は公職追放解除となり、財団法人日本国際連合協会副会長兼事務局長、文部省日本ユネスコ国内委員会委員等を務めた。

## 評価
外交官時代に作成した文書類や日記を集めた『天羽英二日記・資料集』は外交・情報戦略の裏面を記した第一級史料とされる。国立国会図書館憲政資料室には、“天羽英二関係文書”として、戦前から戦後1948年（昭和23年）まで広範にわたる天羽の私文書類が寄贈されている。

## 年表
- 1887年　徳島生まれ

1938年、天羽英二国際会議帝国事務局長が国際労働機関を含む国際連盟関連機関への協力中止を国際連盟へ通達したことを報じた官報。

- 1912年　東京高等商業学校（一橋大学の前身）専攻部領事科卒業、外務省政務局領事官補
- 1923年　広東総領事
- 1925年　ハルビン総領事
- 1927年　駐中華民国公使館一等書記官
- 1929年　駐ソビエト連邦
- 1933年　外務省情報部長[4]
- 1937年　駐スイス特命全権大使兼国際会議帝国事務局長
- 1939年　駐イタリア特命全権大使
- 1941年　外務次官
- 1943年　情報局総裁（-1944年）
- 1945年　巣鴨拘置所収監
- 1947年　公職追放
- 1948年　釈放
- 1951年　公職追放解除
- 1968年　逝去

## 栄典
勲章等
- 1940年（昭和15年）8月15日 - 紀元二千六百年祝典記念章[5]

- 1914年（大正3年）9月18日 - 支那共和国五等嘉禾章[6]

## 家族
- 妻は公爵・松方正義（薩摩藩）の家系の久保勇（日本銀行、松方正義総理大臣秘書官）の長女の久保美代[7]。
- 長男、天羽大平は日本女子大学教授（心理学）。
- 次男、天羽民雄は外交官、東京大学法学部卒、ジョージタウン大学で学び外務省情報文化局長、駐ユーゴスラビア大使、関西等担当特命全権大使、青山学院大学国際政治経済学部教授等を歴任。
- 三男、天羽浩平は東京大学工学部卒、スタンフォード大学（工学博士）で学び東芝常務取締役（兼日本オリベッティ副社長）、サンマイクロシステムズ米国副社長兼日本社長・会長等を歴任。

## 著作
- 『天羽英二日記・資料集』 第1巻、天羽英二日記・資料集刊行会、1984年5月。 NCID BN01186748。全国書誌番号:93022782。
- 『天羽英二日記・資料集』 第2巻（日記篇）、天羽英二日記・資料集刊行会、1989年5月。 NCID BN01186748。全国書誌番号:90005891。
- 『天羽英二日記・資料集』 第2巻（資料篇）、天羽英二日記・資料集刊行会、1989年5月。 NCID BN01186748。全国書誌番号:90005891。
- 『天羽英二日記・資料集』 第3巻、天羽英二日記・資料集刊行会、1990年10月。 NCID BN01186748。全国書誌番号:93022783。
- 『天羽英二日記・資料集』 第4巻、天羽英二日記・資料集刊行会、1982年3月。 NCID BN01186748。全国書誌番号:82041265。
- 『天羽英二日記・資料集』 第5巻、天羽英二日記・資料集刊行会、1992年6月。 NCID BN01186748。全国書誌番号:93022784。

## 関連文献
- 井上寿一「天羽声明と中国政策」『一橋論叢』97巻5号（1987年5月）
- 天羽民雄「『天羽声明』の真相――『太平洋戦争への道』所載関係論文の誤謬について」『青山国際政経論集』27号（1993年）